# Пауло Массаро
Пауло Массаро (порт. Paulo Massaro; 29 грудня 1981, Рібейран-Прету, Бразилія) — бразильский футбольний тренер, колишній футболіст, що грав на позиції нападника.

## Життєпис
Народився в місті Рібейран-Прету. Виступав в бразильських клубах «Ріо-Бранко» (Паранагуа) і «Парана». Його колишній тренер Сауло де Фрейтас привів його з «Ріо Бранко» до «Парани». В зимову перерву сезону 2008/09 перейшов в мальтійську «Валлетту».